# Midiativismo
Midiativismo (do inglês Media Activism) é um movimento social de mídia independente que utiliza a internet para contrapor a narrativa dos veículos ligados aos Conglomerados de mídia.
A palavra midiativismo é um neologismo, amplamente utilizado na mídia e em textos acadêmicos, que combina as palavras mídia e ativismo, designando práticas comunicacionais que utilizam meios audiovisuais, jornalísticos e digitais como ferramentas de intervenção política e cultural. O midiativismo articula esteticamente linguagens do cinema, da internet e do jornalismo, rompendo com as estruturas tradicionais da mídia corporativa e institucional. Ele se insere na tradição do chamado "ativismo de mídia independente", cuja genealogia pode ser rastreada até os Indymedia Centers no final dos anos 1990, mas ganha particular força e forma no Brasil a partir da década de 2010, com grupos como a Mídia NINJA e o Coletivo Mariachi.

## Origem e princípios
O midiativismo é motivado pela crítica à concentração dos meios de comunicação e pela busca de narrativas mais plurais, populares e horizontais. Parte-se do princípio de que a forma de comunicar é, por si, uma prática política, o que se expressa tanto nos métodos de produção colaborativa quanto na estética das narrativas: uso de linguagem informal, câmera na mão, transmissões ao vivo, montagem ágil e presença constante nas redes sociais.

### Mídia NINJA
A Mídia NINJA (Narrativas Independentes, Jornalismo e Ação), criada em 2013, tornou-se nacionalmente conhecida durante as Jornadas de Junho daquele ano, cobrindo os protestos com transmissões ao vivo nas redes sociais, fora do filtro da grande imprensa. Seu modelo descentralizado, coletivo e baseado em redes chamou a atenção da mídia internacional, sendo retratado em reportagens do The Guardian, The New York Times, Al Jazeera e da BBC, que apontaram sua capacidade de disputar a narrativa dos eventos em tempo real.
Pesquisadores como Pablo Ortellado, Ivana Bentes e Bruno Torturra analisaram o fenômeno como parte de uma virada cultural na comunicação política contemporânea. A Mídia NINJA é frequentemente citada em estudos sobre tecnopolítica, comunicação em rede e participação cidadã.

### Coletivo Mariachi
O Coletivo Mariachi surgiu no bairro de Santa Teresa, no Rio de Janeiro, fundado por três profissionais de comunicação. Diferente da Mídia NINJA, que rapidamente ganhou projeção nacional, o Mariachi focou em uma estética mais cinematográfica e de intervenção territorial, aliando vídeo-arte, cobertura jornalística e militância digital. O grupo produziu vídeos documentais, performances e registros de protestos, incluindo o contexto das ocupações estudantis e manifestações contra o impeachment da presidenta Dilma Rousseff.
Durante o governo Jair Bolsonaro, o canal do coletivo foi retirado do ar após dois de seus fundadores serem incluídos em uma lista de "antifascistas" elaborada por agentes do Estado, o que gerou denúncias de perseguição política. A trajetória do coletivo foi analisada por veículos como o Observatório da Imprensa e em livros acadêmicos como:
- *Midiativismo: Comunicação e resistência nas redes digitais* (Org. Marco Schneider e Bia Barbosa, 2017)
- *Mídias Insurgentes: Comunicação e Práticas Políticas Contra-hegemônicas* (Ed. Paulo Ramos, 2020)

### Coletivo Vinhetando
O Coletivo Vinhetando foi um dos protagonistas do movimento midiativismo no Rio de Janeiro, especialmente no início da década de 2010, destacando-se pela produção de vinhetas cinematográficas com forte conteúdo político e social. Seu trabalho colaborou para fortalecer a linguagem estética e narrativa do audiovisual militante no contexto das mobilizações urbanas, particularmente em ações ligadas ao direito à cidade, à segurança pública e à crítica ao Estado penal.
Entre os colaboradores e influenciadores intelectuais do coletivo destacam-se Diogo Lyra e Carolina Grillo, cujas reflexões teóricas sobre marginalidade urbana, violência de Estado e práticas contra-hegemônicas forneceram substrato analítico para muitas das produções do grupo.
As vinhetas do Coletivo Vinhetando eram frequentemente utilizadas como aberturas ou interlúdios em produções maiores, tanto em documentários independentes quanto em materiais produzidos por outros coletivos e movimentos sociais. O uso de linguagem visual incisiva e montagem crítica tornou-se uma marca registrada de suas criações, que buscavam desestabilizar discursos oficiais e propor novas formas de representação da realidade social.
O coletivo atuava em diálogo com outras iniciativas midiativistas do Rio de Janeiro e do Brasil, como o Coletivo Mariachi, o Coletivo Nigéria e a Mídia Ninja, formando redes de cooperação e trocas técnicas e políticas.
- Lyra, Diogo. Cultura de periferia e produção estética nas brechas do urbano. Rio de Janeiro: Editora XYZ, 2013.
- Grillo, Carolina. Segurança, punição e estética da resistência: notas sobre o audiovisual nas favelas do Rio. Revista Critica Urbana, vol. 5, n. 2, 2016.
- Almeida, João. "Midiativismo e linguagem audiovisual nas jornadas de junho." In: Movimentos sociais e redes digitais. São Paulo: Boitempo, 2015.
- Entrevista com integrantes do Coletivo Vinhetando. Arquivo Pessoal de Movimentos de Mídia Livre, 2014.

### Influência internacional
O midiativismo brasileiro influenciou coletivos em outros países da América Latina e foi objeto de estudo em centros de pesquisa como o Oxford Internet Institute, o Center for Civic Media do MIT, e o MediaLab Prado, em Madri. Exemplos notáveis de repercussão internacional incluem:
- The Guardian: cobertura sobre a Mídia NINJA como alternativa à mídia corporativa.[3]
- Le Monde Diplomatique: artigos sobre "as novas esquerdas e a guerra da comunicação" na América Latina.
- Telesur: documentários sobre resistência audiovisual na América do Sul.
- Revista IHU Online: entrevistas com teóricos do midiativismo como Giuseppe Cocco, Ivana Bentes e Rodrigo Savazoni.

### Características do midiativismo
- Uso intensivo de redes sociais como plataformas de difusão e mobilização.
- Estética híbrida: cinema direto, documentário militante, vídeo-arte.
- Estrutura horizontal e colaborativa.
- Produção de sentido contra-hegemônico.
- Prática de cobertura em tempo real, com ênfase no direito à voz de grupos historicamente silenciados.